# رادیک ساروخانیان
رادیک روبنی ساروخانیان (ارمنی: Ռադիկ Ռուբենի Սարուխանյան؛ زادهٔ ۱۲ مهٔ ۱۹۵۲) یک  سیاستمدار اهل ارمنستان است که از تاریخ ۱۹۹۰ تا تاریخ ۱۹۹۵ سمت نمایندگی دوره اول شورای عالی جمهوری ارمنستان را برعهده داشت.

## زندگی‌نامه
در 	۱۲ مهٔ ۱۹۵۲ ‏در ارمنستان به دنیا آمد . 